# Кастеншильд, София
Тора Герда София Кастеншильд (в замужестве — Карлхайм-Гюлленскёль; нем. Thora Gerda Sofie Castenschiold (Carlheim-Gyllensköld); 1 февраля 1882, Копенгаген — 30 января 1979, Хельсингборг, Мальмёхус) — датская теннисистка. Серебряный призёр летних Олимпийских игр 1912 года. Первая женщина, представлявшая Данию на Олимпийских играх.

## Биография
София Кастеншильд родилась 1 февраля 1882 года в датском городе Копенгаген.
Выступала в теннисных соревнованиях за копенгагенский Б-93. Была первой в истории чемпионкой Дании в одиночном разряде и неизменно выигрывала титул пять лет подряд.
В 1910 году выступала в одиночном разряде Уимблондского турнира, став одной из двух теннисисток не из Великобритании. В 1/8 финала победила британку Мадлен ОʼНилл — 6:3, 6:3, в четвертьфинале уступила её соотечественнице Гвендолин Лампло — 9:7, 4:6, 3:6.
В 1911 году также была одной из двух теннисисток не из Великобритании в одиночном разряде Уимблондского турнира. В 1/16 финала проиграла будущей финалистке британке Доре Бутби — 3:6, 6:8.
В 1912 году вошла в состав сборной Дании на летних Олимпийских играх в Стокгольме. В одиночном разряде на крытых кортах завоевала серебряную медаль. В четвертьфинале Кастеншильд выиграла у Хелен Эйтчисон из Великобритании — 2:6, 6:2, 6:1, в полуфинале у Сигрид Фик из Швеции — 6:4, 6:4, а в финале уступила Эдит Ханнам из Великобритании — 4:6, 3:6. В смешанном разряде на крытых кортах вместе с Эриком Ларсеном проиграли в четвертьфинале будущим серебряным призёрам  Хелен Эйтчисон и Роперу Барретту из Великобритании — 0:6, 3:6.
По словам Кастеншильд, она имела бы больше шансов выиграть в финале одиночного разряда, если не играла накануне в бридж с королём Швеции Густавом V в зале, который был заполнен табачным дымом. Однако она не знала о том, что от этой игры можно было отказаться.
Кастеншильд стала первой женщиной, представлявшей Данию на Олимпийских играх.
После замужества переехала в Швецию.
Умерла 30 января 1979 года в шведском городе Хельсингборг.

## Семья
Муж — Адольф Бенгт Густав Карлхайм-Гюлленскёль.